# 观音阁南朝墓群
观音阁南朝墓群位于中国广西壮族自治区桂林市叠彩区观音阁九华山桂香里一带。
民国27年（1938年）修筑湘桂铁路时，在该处发现南朝单室砖墓一座，其中出土陶坛、滑石杯、滑石壶、滑石地券、青瓷碗、青瓷盘等文物。其中地券高17厘米，宽11厘米，厚4厘米。券文如下：
宋泰始六年十一月九日，始安郡始安县都乡都唐里没故道民欧阳景熙，今归蒿里。亡人以钱万万九千九百九文，买此冢地，东至青龙，南至朱雀，西至白虎，北至玄武，即日串了。时王侨、赤松子、李定、张故分券为明。如律令。
可知其为南朝宋泰始六年（470年）墓葬。1983年文物普查时，确定该处为南朝墓群，明显可见的古墓约有20多座，并对一些已经暴露的砖墓进行清理。该墓向北偏东65°，封土直径5米，分前后两墓室，平面呈“凸”字形，为长方形砖室券顶墓。出土器物包括碗、碟、盖罐、青瓷壶共11件，陶罐1件，铁剪1件，滑石方砚、币、男俑共8件。